# Rinko (fiets)

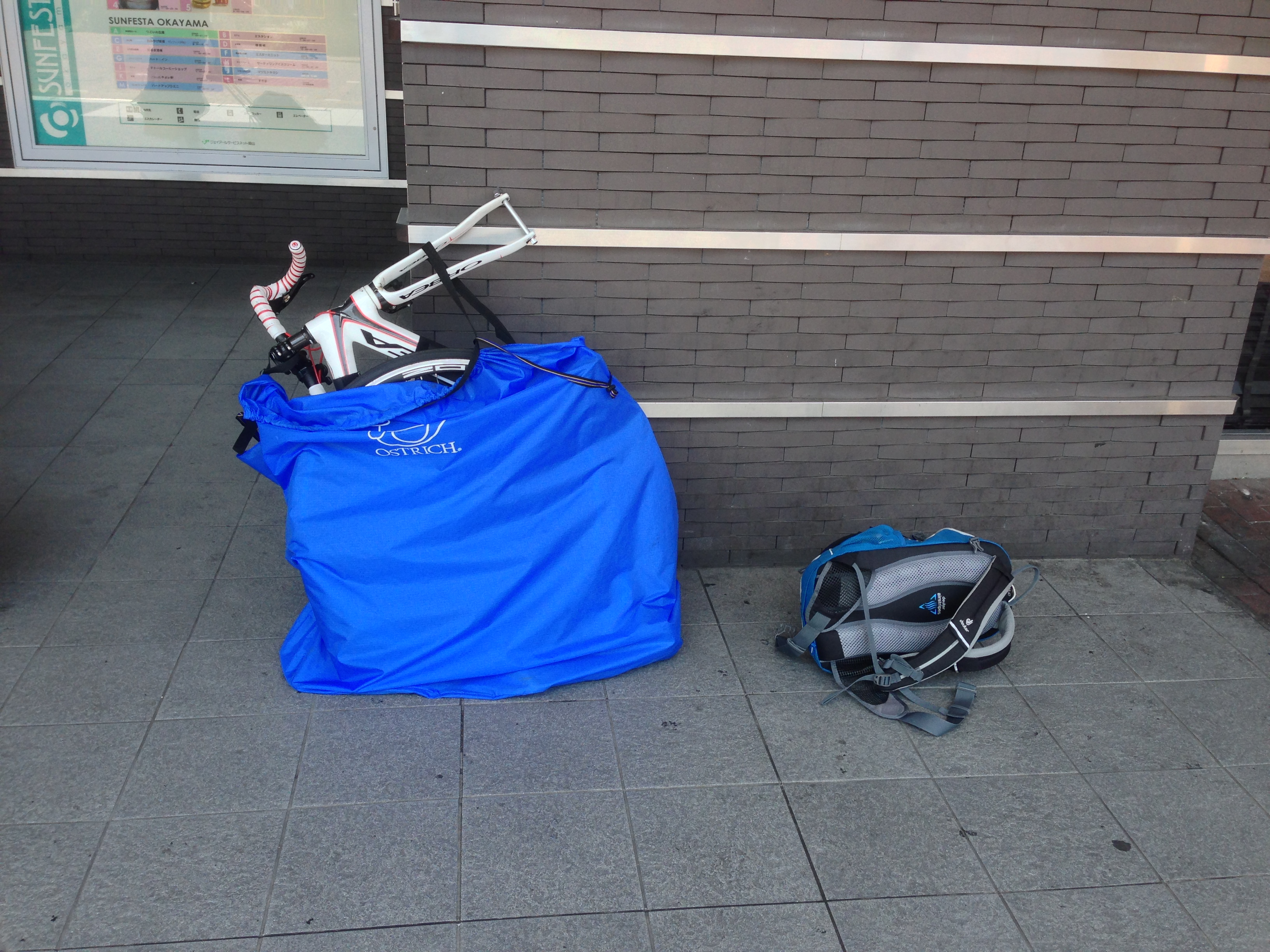
Verpakte fiets

Rinko is een concept waarbij een fiets eenvoudig kleiner kan worden gemaakt voor transport. Het wordt vooral in Japan toegepast om race- en toerfietsen in een hoes mee te kunnen nemen tijdens treinreizen. 
Het onderscheidt zich van vouw- en deelfietsen doordat het geen inklapbaar of scheidbaar frame heeft. Bij Rinko zijn de fietsen dusdanig ontworpen dat onderdelen als wielen, spatborden en pedalen in relatief korte tijd met hoogstens enkele gereedschappen afneembaar of inklapbaar zijn zonder dat dit ten koste gaat van de rijeigenschappen van de tweewieler. De meerkosten of het extra gewicht zijn daarbij beperkt. 
Het concept is in Japan ontstaan na de Tweede Wereldoorlog. In eerste instantie waren het wielrenners die het toe gingen passen. Later namen ook toerrijders dit concept over om te voldoen aan de regels omtrent onder meer de afmetingen van bagage op de trein.